# Förstakammarvalet i Sverige 1926
Förstakammarvalet i Sverige 1926 var ett val i Sverige till Sveriges riksdags första kammare. Valet hölls i den sjätte valkretsgruppen i september månad 1926 för mandatperioden 1927-1934.
Tre valkretsar utgjorde den sjätte valkretsgruppen: Kronobergs och Hallands läns valkrets (8 mandat), Göteborgs stads valkrets (5 mandat) samt Örebro läns valkrets (5 mandat). Ledamöterna utsågs av valmän från det landsting som valkretsarna motsvarade. För de städer som inte ingick i landsting var valmännen särskilda elektorer. Sjätte valkretsgruppen hade 5 elektorer från Göteborgs stad.
Val till den sjätte valkretsgruppen hade senast ägt rum sommaren 1921 som var ett icke-ordinarie nyval för hela första kammaren. Valet 1921 räknades även som den första valkretsgruppens valår, och de nästföljande grupperna skulle hålla sina val från och med 1922 och framåt, i ordning efter grupperna (andra gruppen höll val det andra året, 1922; tredje gruppen höll val det tredje året, 1923, och så vidare).

## Valresultat
| Parti                | Parti                                     | Partiledare               | Röster | Röster | Mandatfördelning | Mandatfördelning |
| Parti                | Parti                                     | Partiledare               | Antal  | +−     | Antal            | +−               |
| -------------------- | ----------------------------------------- | ------------------------- | ------ | ------ | ---------------- | ---------------- |
|                      | Allmänna valmansförbundet                 | Arvid Lindman             | 69     | +13    | 7                | ▲2               |
|                      | Sveriges socialdemokratiska arbetareparti | Per Albin Hansson         | 67     | +23    | 6                | ▬                |
|                      | Frisinnade landsföreningen                | Carl Gustaf Ekman         | 13     | −9     | 3                | ▬                |
|                      | Bondeförbundet                            | Johan Johansson i Kälkebo | 20     | +4     | 2                | ▬                |
|                      | Sveriges liberala parti                   | Eliel Löfgren             | 6      | −3     | 0                | ▼2               |
|                      | Sveriges kommunistiska parti              | Nils Flyg                 | 2      | −5     | 0                | ▬                |
| Antal giltiga röster | Antal giltiga röster                      | Antal giltiga röster      | 177    | +23    | 18               |                  |

### Invalda riksdagsmän
Kronobergs och Hallands läns valkrets:
- Georg Bissmark, n
- Johan Bernhard Johansson, n
- Axel Rooth, n
- Martin Svensson, n
- Anders Elisson, bf
- Per Gustafsson, bf
- Carl Thorén, fris
- Gustaf Anton Larsén, s

Göteborgs stads valkrets:
- Gustaf Boman, n
- Edvard Lithander, n
- Gustav Hansson, s
- Anders Lindblad, s
- Ernst Wigforss, s

Örebro läns valkrets:
- Anders Örne, s
- Harald Åkerberg, s
- Adolf Lindgren, h
- Gottfrid Karlsson, fris
- Kerstin Hesselgren, frisinnad vilde